# گرانروس
گرانروس (به اسپانیایی: Graneros) یک شهرستان در شیلی است که در کاچاپوآل واقع شده‌است. گرانروس ۱۱۲٫۷ کیلومترمربع مساحت و ۳۰٬۳۲۰ نفر جمعیت دارد و ۱۱۳ متر بالاتر از سطح دریا واقع شده.